# 泉溪镇 (竹溪县)
泉溪镇，是中华人民共和国湖北省十堰市竹溪县下辖的一个乡镇级行政单位。

## 行政区划
泉溪镇下辖以下地区：
塘坪村、泉源村、黄柏溪村、马家坝村、瓦房沟村、成佳河村、张家山村、大木场村、双桥铺村、石板河村、坝溪河村、红岩沟村和太坪茶场。